# Зефир ультрамариновый
Зефир ультрамариновый (Favonius ultramarinus) — вид дневных бабочек из семейства голубянок (Lycaenidae).

## Описание

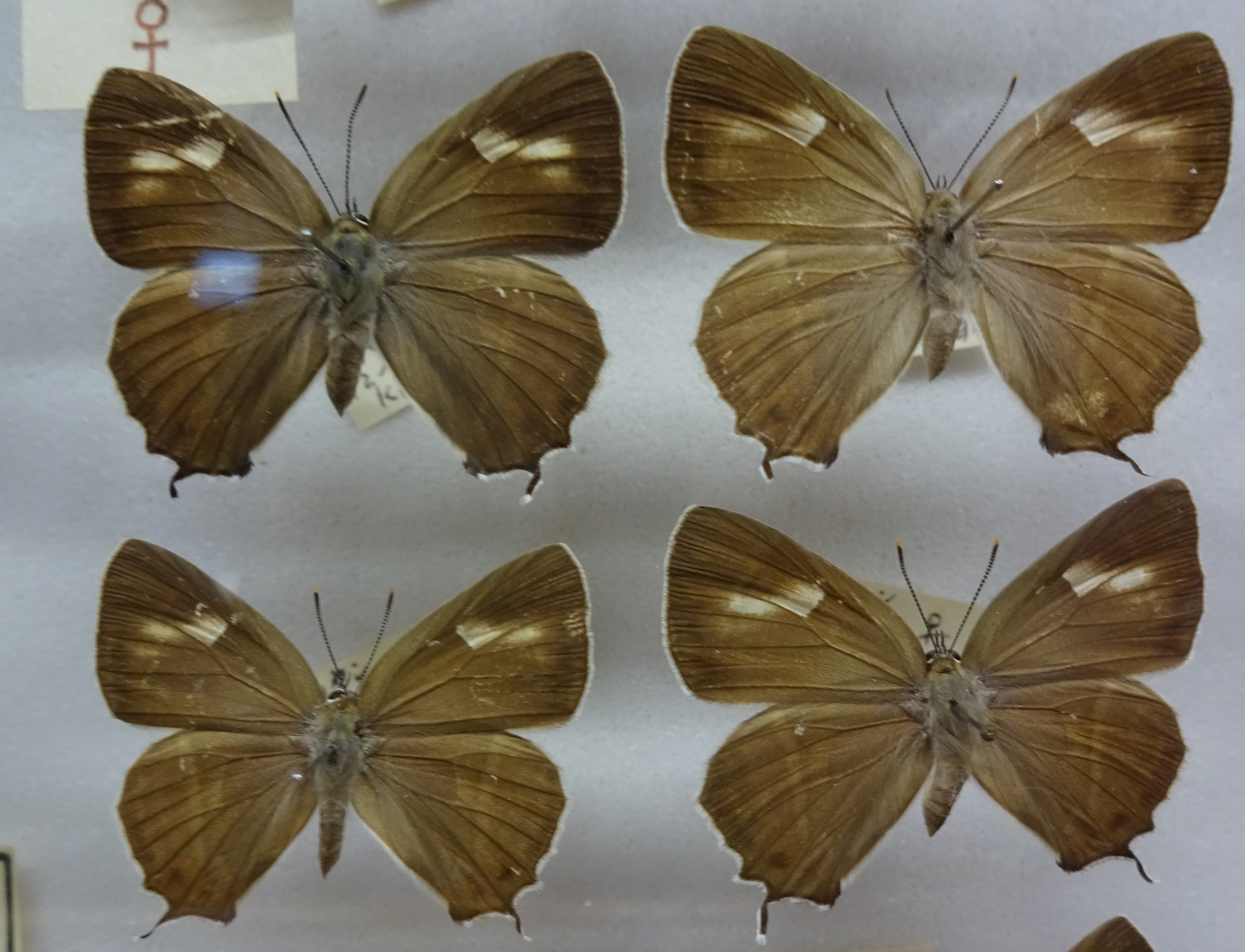
Самки

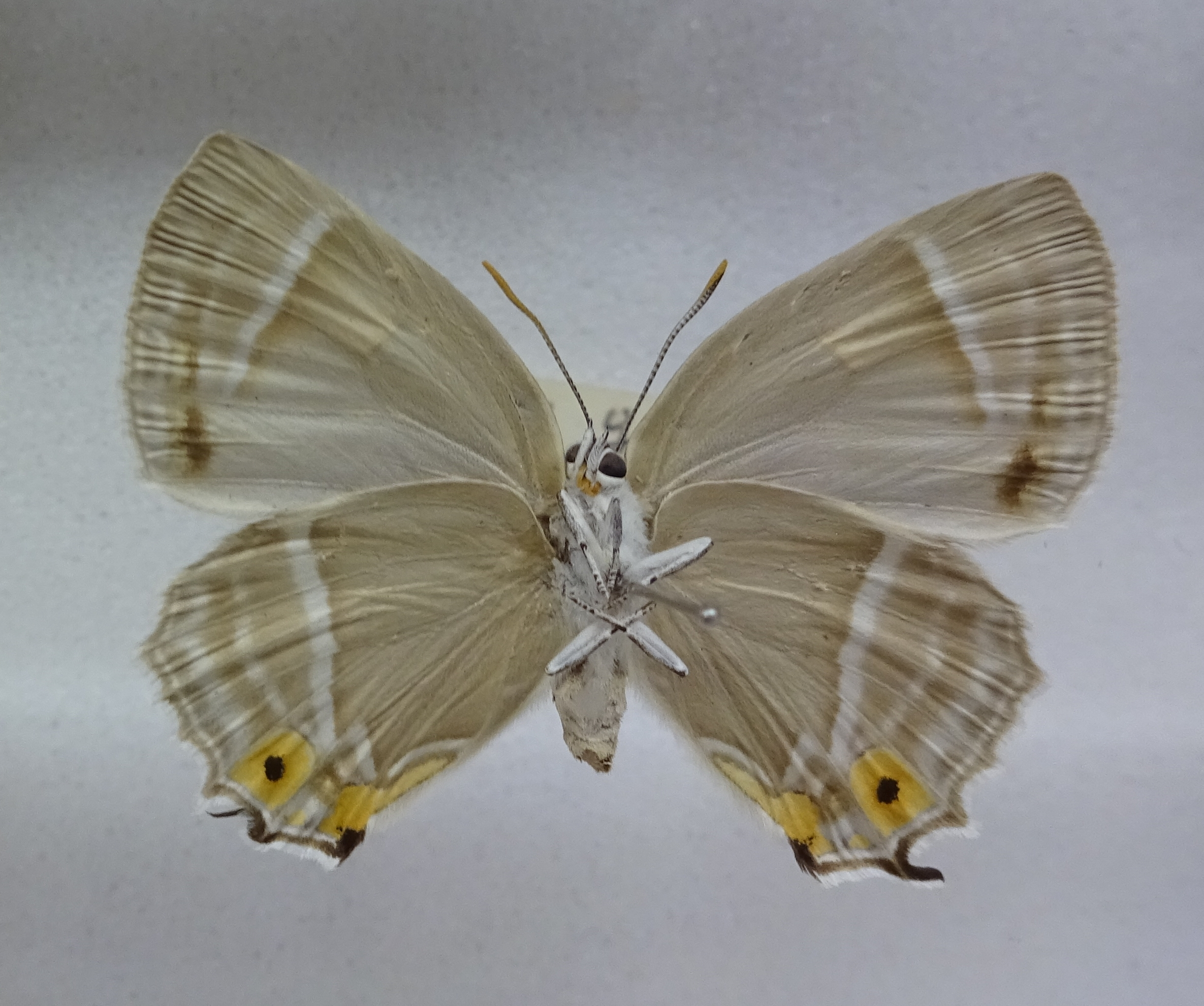
Нижняя сторона крыльев

Длина переднего крыла бабочек этого вида составляет 20—22 мм. Размах крыльев 32—40 мм. Самки в целом несколько крупнее самцов. Передние крылья самцов зеленовато-голубоватого цвета, блестяще-искристые. По верхней стороне крыльев проходит чёрная тёмная кайма шириной около 1 мм. Сверху на переднем крыле чёрная кайма в заднем углу образует небольшое расширение. Верхняя сторона задних крыльев у самцов коричневатая со слабо выраженным лиловым отливом, а также с бурой каймой шириной от 2 до 3 мм. Внешний край заднего крыла имеют небольшие зубчики. Задние крылья с хвостиком длиной около 4 мм. Окраска верхней стороны крыльев самки коричнево-бурого цвета. На её переднем крыле имеется небольшого размера оранжеватого цвета пятно с нечёткими размытыми границами, над вершиной центральной ячейки с голубовато-сиреневыми чешуйками. Нижняя сторона крыльев у обоих полов желтовато-серого цвета.

## Ареал
Азиатский вид, чей ареал охватывает территорию Россию (Южное Приморье — Хасанский район; юг Сахалина, остров Кунашир), Японии, Корейского полуострова, Северо-Восточного Китая.

## Биология
Зефир ультрамариновый за год развивается в одном поколении. Время лёта бабочек данного вида длится с середины июля до конца августа. Бабочки встречается редко. Гусеница питается и развивается на дубе зубчатом (Quercus serrata).